# Ostffyasszonyfa
Ostffyasszonyfa là một thị trấn thuộc hạt Vas, Hungary. Thị trấn này có diện tích 34,31 km², dân số năm 2010 là 778 người, mật độ 23 người/km².